# 13e étape du Tour d'Espagne 2003
Pour un article plus général, voir Tour d'Espagne 2003.
La 13e étape du Tour d'Espagne 2003 a eu lieu le 18 septembre 2003 sous la forme d'un contre-l-montre individuel autour de la ville d'Albacete, sur une distance de 53,3 km. Elle a été remportée par l'Espagnole Isidro Nozal (ONCE-Eroski). Il devance l'Anglais David Millar (Cofidis-Le Crédit par Téléphone) et le Russe Sergueï Ivanov (Fassa Bortolo). Isidro Nozal (ONCE-Eroski) conforte donc son maillot or de leader du classement général à l'issue de l'étape.

## Classement de l'étape
| \| Classement de l'étape \| Classement de l'étape \| Classement de l'étape \| Classement de l'étape \| Classement de l'étape \| \| Coureur \| Coureur \| Pays \| Équipe \| Temps \| \| --------------------- \| ------------------------- \| --------------------- \| ------------------------------- \| --------------------- \| \| 1er \| Isidro Nozal \| Espagne \| ONCE-Eroski \| 1 h 02 min 03 s \| \| 2e \| David Millar \| Royaume-Uni \| Cofidis-Le Crédit par Téléphone \| + 13 s \| \| 3e \| Sergueï Ivanov \| Russie \| Fassa Bortolo \| + 40 s \| \| 4e \| Bert Grabsch \| Allemagne \| Phonak Hearing Systems \| + 44 s \| \| 5e \| Claus Michael Møller \| Danemark \| Milaneza-MSS \| + 45 s \| \| 6e \| Igor González de Galdeano \| Espagne \| ONCE-Eroski \| + 1 min 15 s \| \| 7e \| Roberto Heras \| Espagne \| US Postal Service-Berry Floor \| + 1 min 45 s \| \| 8e \| Santos González \| Espagne \| Domina Vacanze-Elitron \| + 2 min 03 s \| \| 9e \| Levi Leipheimer \| États-Unis \| Rabobank \| + 2 min 14 s \| \| 10e \| Antonio Tauler \| Espagne \| Kelme-Costa Blanca \| + 2 min 23 s \| |                           |             |                                 |                 |
| |                           |             |                                 |                 |
| |                           |             |                                 |                 |
| Classement de l'étape |                           |             |                                 |                 |
| Coureur | Coureur                   | Pays        | Équipe                          | Temps           |
| 1er | Isidro Nozal              | Espagne     | ONCE-Eroski                     | 1 h 02 min 03 s |
| 2e | David Millar              | Royaume-Uni | Cofidis-Le Crédit par Téléphone | + 13 s          |
| 3e | Sergueï Ivanov            | Russie      | Fassa Bortolo                   | + 40 s          |
| 4e | Bert Grabsch              | Allemagne   | Phonak Hearing Systems          | + 44 s          |
| 5e | Claus Michael Møller      | Danemark    | Milaneza-MSS                    | + 45 s          |
| 6e | Igor González de Galdeano | Espagne     | ONCE-Eroski                     | + 1 min 15 s    |
| 7e | Roberto Heras             | Espagne     | US Postal Service-Berry Floor   | + 1 min 45 s    |
| 8e | Santos González           | Espagne     | Domina Vacanze-Elitron          | + 2 min 03 s    |
| 9e | Levi Leipheimer           | États-Unis  | Rabobank                        | + 2 min 14 s    |
| 10e | Antonio Tauler            | Espagne     | Kelme-Costa Blanca              | + 2 min 23 s    |

## Classement général
| \| Classement général \| Classement général \| Classement général \| Classement général \| Classement général \| \| Coureur \| Coureur \| Pays \| Équipe \| Temps \| \| ------------------ \| ------------------------- \| ------------------ \| ------------------------------- \| ------------------ \| \| 1er \| Isidro Nozal \| Espagne \| ONCE-Eroski \| 41 h 56 min 32 s \| \| 2e \| Igor González de Galdeano \| Espagne \| ONCE-Eroski \| + 3 min 03 s \| \| 3e \| Roberto Heras \| Espagne \| US Postal Service-Berry Floor \| + 5 min 13 s \| \| 4e \| Manuel Beltrán \| Espagne \| US Postal Service-Berry Floor \| + 5 min 39 s \| \| 5e \| Francisco Mancebo \| Espagne \| iBanesto.com \| + 7 min 12 s \| \| 6e \| Alejandro Valverde \| Espagne \| Kelme-Costa Blanca \| + 7 min 50 s \| \| 7e \| Michael Rasmussen \| Danemark \| Rabobank \| + 8 min 44 s \| \| 8e \| Luis Pérez Rodríguez \| Espagne \| Cofidis-Le Crédit par Téléphone \| + 8 min 49 s \| \| 9e \| Dario Frigo \| Italie \| Fassa Bortolo \| + 8 min 50 s \| \| 10e \| Unai Osa \| Espagne \| iBanesto.com \| + 10 min 10 s \| |                           |          |                                 |                  |
| |                           |          |                                 |                  |
| |                           |          |                                 |                  |
| Classement général |                           |          |                                 |                  |
| Coureur | Coureur                   | Pays     | Équipe                          | Temps            |
| 1er | Isidro Nozal              | Espagne  | ONCE-Eroski                     | 41 h 56 min 32 s |
| 2e | Igor González de Galdeano | Espagne  | ONCE-Eroski                     | + 3 min 03 s     |
| 3e | Roberto Heras             | Espagne  | US Postal Service-Berry Floor   | + 5 min 13 s     |
| 4e | Manuel Beltrán            | Espagne  | US Postal Service-Berry Floor   | + 5 min 39 s     |
| 5e | Francisco Mancebo         | Espagne  | iBanesto.com                    | + 7 min 12 s     |
| 6e | Alejandro Valverde        | Espagne  | Kelme-Costa Blanca              | + 7 min 50 s     |
| 7e | Michael Rasmussen         | Danemark | Rabobank                        | + 8 min 44 s     |
| 8e | Luis Pérez Rodríguez      | Espagne  | Cofidis-Le Crédit par Téléphone | + 8 min 49 s     |
| 9e | Dario Frigo               | Italie   | Fassa Bortolo                   | + 8 min 50 s     |
| 10e | Unai Osa                  | Espagne  | iBanesto.com                    | + 10 min 10 s    |

## Classements annexes
| Classement par points | Classement par points | Classement par points | Classement par points | Classement par points |
| Coureur               | Coureur               | Pays                  | Équipe                | Points                |
| --------------------- | --------------------- | --------------------- | --------------------- | --------------------- |
| 1er                   | Erik Zabel            | Allemagne             | Telekom               | 112 pts               |
| 2e                    | Alessandro Petacchi   | Italie                | Fassa Bortolo         | 101 pts               |
| 3e                    | Isidro Nozal          | Espagne               | ONCE-Eroski           | 91 pts                |
| 4e                    | Alejandro Valverde    | Espagne               | Kelme-Costa Blanca    | 84 pts                |
| 5e                    | Michael Rasmussen     | Danemark              | Rabobank              | 63 pts                |

| Classement par points | Classement par points | Classement par points | Classement par points | Classement par points |
| Coureur               | Coureur               | Pays                  | Équipe                | Points                |
| --------------------- | --------------------- | --------------------- | --------------------- | --------------------- |
| 1er                   | Erik Zabel            | Allemagne             | Telekom               | 112 pts               |
| 2e                    | Alessandro Petacchi   | Italie                | Fassa Bortolo         | 101 pts               |
| 3e                    | Isidro Nozal          | Espagne               | ONCE-Eroski           | 91 pts                |
| 4e                    | Alejandro Valverde    | Espagne               | Kelme-Costa Blanca    | 84 pts                |
| 5e                    | Michael Rasmussen     | Danemark              | Rabobank              | 63 pts                |

| Classement de la montagne | Classement de la montagne | Classement de la montagne | Classement de la montagne       | Classement de la montagne |
| Coureur                   | Coureur                   | Pays                      | Équipe                          | Points                    |
| ------------------------- | ------------------------- | ------------------------- | ------------------------------- | ------------------------- |
| 1er                       | Félix Cárdenas            | Colombie                  | Labarca-2-Café Baqué            | 132 pts                   |
| 2e                        | Aitor Osa                 | Espagne                   | iBanesto.com                    | 106 pts                   |
| 3e                        | Joan Horrach              | Espagne                   | Milaneza-MSS                    | 97 pts                    |
| 4e                        | Luis Pérez Rodríguez      | Espagne                   | Cofidis-Le Crédit par Téléphone | 62 pts                    |
| 5e                        | Josep Jufré               | Espagne                   | Colchon Relax - Fuenlabrada     | 55 pts                    |

| Classement de la montagne | Classement de la montagne | Classement de la montagne | Classement de la montagne       | Classement de la montagne |
| Coureur                   | Coureur                   | Pays                      | Équipe                          | Points                    |
| ------------------------- | ------------------------- | ------------------------- | ------------------------------- | ------------------------- |
| 1er                       | Félix Cárdenas            | Colombie                  | Labarca-2-Café Baqué            | 132 pts                   |
| 2e                        | Aitor Osa                 | Espagne                   | iBanesto.com                    | 106 pts                   |
| 3e                        | Joan Horrach              | Espagne                   | Milaneza-MSS                    | 97 pts                    |
| 4e                        | Luis Pérez Rodríguez      | Espagne                   | Cofidis-Le Crédit par Téléphone | 62 pts                    |
| 5e                        | Josep Jufré               | Espagne                   | Colchon Relax - Fuenlabrada     | 55 pts                    |

| Classement du combiné | Classement du combiné | Classement du combiné | Classement du combiné           | Classement du combiné |
| Coureur               | Coureur               | Pays                  | Équipe                          | Points                |
| --------------------- | --------------------- | --------------------- | ------------------------------- | --------------------- |
| 1er                   | Isidro Nozal          | Espagne               | ONCE-Eroski                     | 16 pts                |
| 2e                    | Alejandro Valverde    | Espagne               | Kelme-Costa Blanca              | 17 pts                |
| 3e                    | Michael Rasmussen     | Danemark              | Rabobank                        | 21 pts                |
| 4e                    | Luis Pérez Rodríguez  | Espagne               | Cofidis-Le Crédit par Téléphone | 21 pts                |
| 5e                    | Félix Cárdenas        | Colombie              | Labarca-2-Café Baqué            | 26 pts                |

| Classement du combiné | Classement du combiné | Classement du combiné | Classement du combiné           | Classement du combiné |
| Coureur               | Coureur               | Pays                  | Équipe                          | Points                |
| --------------------- | --------------------- | --------------------- | ------------------------------- | --------------------- |
| 1er                   | Isidro Nozal          | Espagne               | ONCE-Eroski                     | 16 pts                |
| 2e                    | Alejandro Valverde    | Espagne               | Kelme-Costa Blanca              | 17 pts                |
| 3e                    | Michael Rasmussen     | Danemark              | Rabobank                        | 21 pts                |
| 4e                    | Luis Pérez Rodríguez  | Espagne               | Cofidis-Le Crédit par Téléphone | 21 pts                |
| 5e                    | Félix Cárdenas        | Colombie              | Labarca-2-Café Baqué            | 26 pts                |

| Classement par équipes | Classement par équipes          | Classement par équipes | Classement par équipes |
| Équipe                 | Équipe                          | Pays                   | Temps                  |
| ---------------------- | ------------------------------- | ---------------------- | ---------------------- |
| 1re                    | ONCE-Eroski                     | Espagne                | 125 h 57 min 55 s      |
| 2e                     | iBanesto.com                    | Espagne                | + 10 min 29 s          |
| 3e                     | Kelme-Costa Blanca              | Espagne                | + 22 min 28 s          |
| 4e                     | Cofidis-Le Crédit par Téléphone | France                 | + 30 min 34 s          |
| 5e                     | Euskaltel-Euskadi               | Espagne                | + 31 min 50 s          |

| Classement par équipes | Classement par équipes          | Classement par équipes | Classement par équipes |
| Équipe                 | Équipe                          | Pays                   | Temps                  |
| ---------------------- | ------------------------------- | ---------------------- | ---------------------- |
| 1re                    | ONCE-Eroski                     | Espagne                | 125 h 57 min 55 s      |
| 2e                     | iBanesto.com                    | Espagne                | + 10 min 29 s          |
| 3e                     | Kelme-Costa Blanca              | Espagne                | + 22 min 28 s          |
| 4e                     | Cofidis-Le Crédit par Téléphone | France                 | + 30 min 34 s          |
| 5e                     | Euskaltel-Euskadi               | Espagne                | + 31 min 50 s          |